# José Aranda Aznar
Juan José Aranda Aznar (Bolaños de Calatrava, 1942-Madrid, 2007) fue un estadístico, economista, demógrafo y escritor español.

## Biografía
Nació en 1942 en la localidad ciudadrealeña de Bolaños de Calatrava. El origen de su madre era aragonés. En 1968 se licenció en Ciencias Económicas por la Universidad Complutense de Madrid, al tiempo que se formaba como guionista en la Escuela Oficial de Cinematografía. En 1972 ingresó por oposición en el Cuerpo de Estadísticos Facultativos (hoy Cuerpo Superior de Estadísticos del Estado).
Dedicó toda su vida profesional al campo de las estadísticas demográficas y sociales, culminando su carrera con el nombramiento como director general de Estadísticas e Investigaciones Sociales en el INE, puesto que ocupó entre 1989 y 1997.
Participó y dirigió operaciones estadísticas que fueron, en su momento, pioneras en el mundo de la estadística,[cita requerida] tales como la primera Encuesta de Fecundidad y la Encuesta sobre Discapacidades, Deficiencias y Minusvalías. Dirigió también, entre otras, operaciones como la Encuesta sobre Condiciones de Vida y varias Encuestas de Presupuestos Familiares.
Cabe destacar que los trabajos de José Aranda Aznar en el INE tuvieron lugar en el período de tiempo siguiente al ingreso de España en la Comunidad Europea, lo que le confieren, si cabe, una importancia añadida, ya que en ese período eran prioritarias las investigaciones estadísticas relativas al ámbito económico de las que España era deficitaria. Fruto de su empuje surgieron, bajo su dirección, Los Censos Generales de Edificios, de Locales y de Población y Vivienda de 1991 y la Encuesta Sociodemográfica.
Ya en su madurez profesional, como vocal de la Presidencia del INE, José Aranda Aznar dejó varios trabajos y publicaciones como "Música y Estadística", "La evolución en la sociedad española tras 25 años de Constitución", "El Quijote frente a la realidad. Una lectura estadística", "Jornada estadística 150 aniversario de la creación de la Comisión de Estadística General del Reino" y "Cifras frente a la crispación".
Falleció en Madrid tras una larga enfermedad en noviembre de 2007.

## Escritor y obra
Su carrera como literato comienza en la década de los sesenta dirigiendo La Gaceta del Sur. Pertenece a los consejos de redacción de diversas publicaciones culturales, escribe artículos y cuentos, guiones de radio y televisión.
Como escritor dejó más de una veintena de títulos entre novelas (con temáticas manchegas, cervantinas o bandolerísticas), obras de teatro, estudios y ensayos.
Entre sus títulos, están:
- La culpa (Madrid: Saltes, 1979)

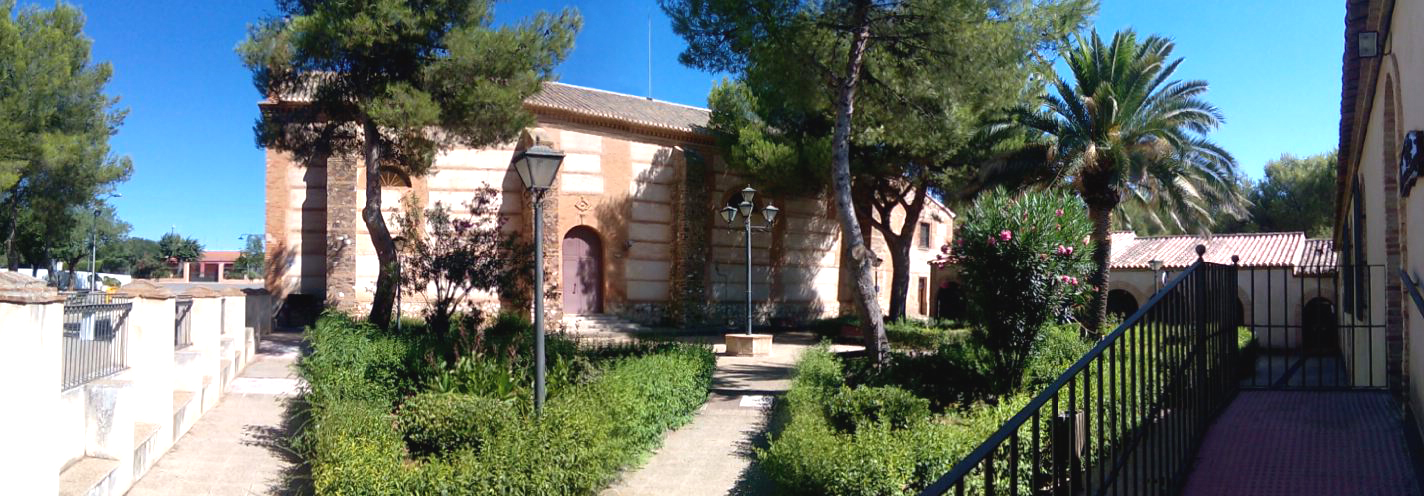
El Santuario del Monte escenario de la novela "Bandoleros"

- El que habita el infierno (Barcelona: Anthropos, 1987)
- Gemidos muertos (Madrid: San Martín, 1991)
- Mi ausencia (Barcelona: Montesinos, 1992)
- Bandoleros (Ciudad Real: Diputación Provincial, 1995)
- La Venta de Borondo (Madrid: Huerga & Fierro, 1998)
- Merino el guerrillero (Madrid: Huerga & Fierro, 2000)
- Glinka (Madrid: La Avispa, 2001)
- Como Cervantes (Ciudad Real: Ñaque, 2005)
- Buena olla y mal testamento (Madrid: INE, 1969)
- Cuando el río suena, agua lleva (Madrid: INE, 1969)
- Partir como hermanos: Lo mío, mío, lo tuyo de entrambos (Madrid: INE, 1969)
- La campaña contra el censo de 1991: memorias para la memoria (Madrid: Edición del autor, 1993)
- Cifras contra la crispación (Madrid: INE, 2008)